# Johann Conrad Rudolph Wohlien
Johann Conrad Rudolph Wohlien (né en 1808 à  Altona, mort en 1866 id.) est un facteur d'orgue allemand.
Il appartient à la famille bien connue de facteur d'orgue d'Altona, les Wohlien. La mort de son fils, Johann Friedrich Eduard Wohlien (1843–1871), met un terme à l'entreprise créée par son grand-père, Balthasar Wohlien (1745 à Wilster - 1804 à Hambourg).

## Réalisations
| Année   | Lieu               | Bâtiment             | Photo | Clavier | Registre | Remarques |
| ------- | ------------------ | -------------------- | ----- | ------- | -------- | --- |
| 1842    | Eddelak            | Église du village    |       |         |          | Modification et extension à deux registres supplémentaires |
| 1855    | Glückstadt         | Église de Glückstadt |       | II/P    | 27       | Proposition de reconstruction de l'orgue de Hus et Schnitger avec avis sur la disposition et autres détails de la façade.Retiré et remplacé en 1881; le buffet de Hus de « St. Nikolai (Burg auf Fehmarn) » est conservé (photo). |
| 1861    | Hamburg-Neuengamme | Église Saint-Jean    |       | II/P    | 21       | . |
| 1862    | Barlt              | Église du village    |       |         |          | Création. |
| 1865/66 | Hambourg           | Église Saint-Jacob   |       |         |          | Extension à sept soufflets. |